# Эльза фон Гутманн

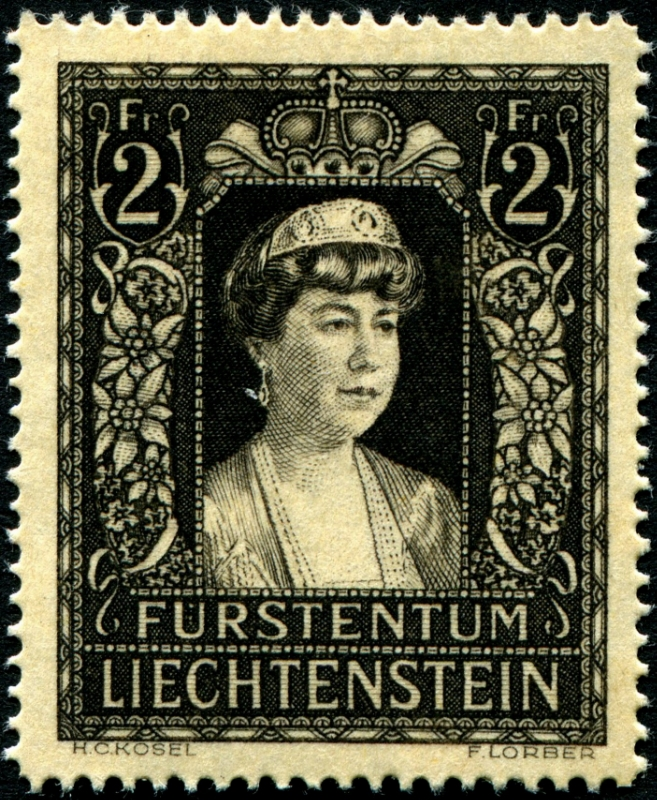
Эльза фон Гутманн на почтовой марке Лихтенштейна. 1935 г.

Эльза фон Гутманн (настоящее имя Элизабет) (нем. Elsa von Gutmann; 6 января 1875, Вена — 28 сентября 1947, Люцерн, Швейцария) — Княгиня Лихтенштейна. Жена Франца I, князя Лихтенштейна.

## Биография
Родилась в Вене в семье еврейского бизнесмена из Моравии Вильгельма Гутманна и его жены Иды Водянер. Отец Элизабет владел торгово-угольной компанией, занимавшей лидирующие позиции на рынке Австро-Венгрии, в 1878 году император Франц Иосиф I, возвёл его в рыцарское достоинство. В 1891—1892 годах Вильгельм Гутманн был председателем еврейского культурного сообщества Вены (Israelitische Kultusgemeinde).
Первый брак Эльзы с венгерский бароном Gézu Erős z Bethlenfalvy был неудачным, супруг умер молодым в августе 1908 года.
В 1914 году она, работая в фонде помощи солдатам, встретилась в принцем Францем Лихтенштейнским. Брат принца — правящий князь Иоганн II — не одобрял этих отношений. 11 февраля 1929 года принц стал преемником своего бездетного брата.
22 июля 1929 года, уже будучи главой государства, Франц женился в Вене на Елизавете фон Гутманн. Так как Эльза была еврейкой, возникли определённые проблемы с местными нацистами. Хотя в Лихтенштейне не было официальной нацистской партии, нацистское движение всё же присутствовало.
В силу возраста обоих супругов (жене было 54 года, а самому князю — почти 76 лет) этот брак был бездетным, вследствие чего встал вопрос о престолонаследии. Согласно устоявшимся канонам, следующим в линии наследников был Алоиз (сын двоюродного брата Франца I и его же родной сестры), но он отказался от прав на трон в пользу своего сына Франца Иосифа. В марте 1938 года, за несколько месяцев до смерти, престарелый Франц I провозгласил Франца Иосифа регентом страны. Формально причиной такого решения был назван преклонный возраст князя, но считается, что действительной причиной было нежелание Франца находиться на троне в момент вторжения в страну нацистской Германии.
Франц I и Эльза были первой правящей Лихтенштейном парой, стремившейся к активным регулярным встречам с населением страны. Эльза постоянно посещала больных в лечебницах, принимала участие в сборе средств в помощь нуждающимся и бедным. За её добрые дела была очень популярна в стране.
После смерти мужа жила в доме на Австрии, а после оккупации страны Третьим рейхом была вынуждена эмигрировать в Швейцарию, где и умерла вскоре после войны.